# Epipremnum pinnatum
Epipremnum pinnatum is een soort uit de aronskelkfamilie (Araceae), die bekend staat onder verschillende namen, waaronder drakenstaartplant. Op de Filipijnen staat de plant in het Tagalog bekend als tibatib.

## Verspreiding
De plant is inheems in een groot gebied in de Oude Wereld: van Noord-Australië over Maleisië en Indochina, tot Zuid-China, Taiwan, Japan en zelfs Melanesië. De soort is ingeburgerd in West-Indië.